# Roigella correifolia
Roigella correifolia är en måreväxtart som först beskrevs av August Heinrich Rudolf Grisebach, och fick sitt nu gällande namn av Attila L. Borhidi och M.Fernández Zeq.. Roigella correifolia ingår i släktet Roigella och familjen måreväxter. Inga underarter finns listade i Catalogue of Life.